# سوسکچه زرافه‌ای
سوسکچه زرافه‌ای (نام علمی: Trachelophorus giraffa) نام یک گونه از سرده سوسکچه‌های برگ‌پیمای تراچلوفوروس است.